# Phòng mổ

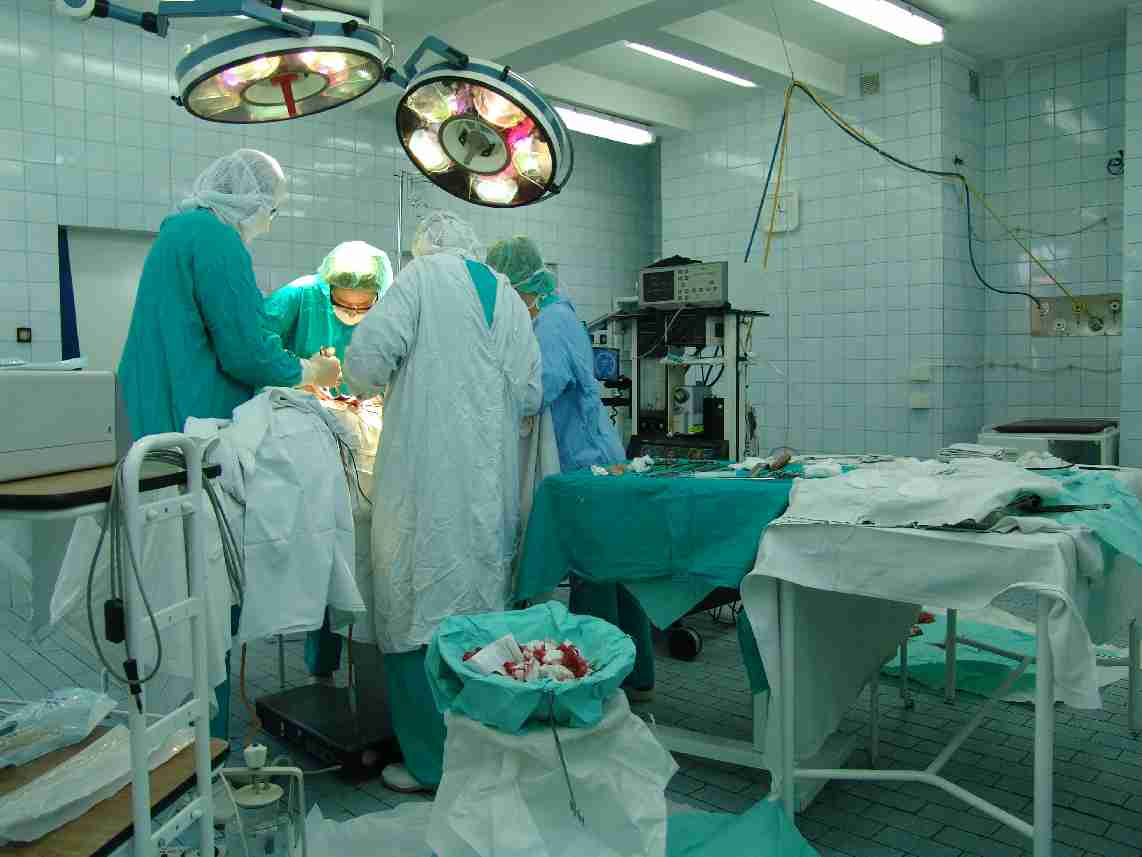
Bên trong một phòng mổ hiện đại

Một phòng mổ (còn được gọi là phòng phẫu thuật) là một cơ sở trong bệnh viện nơi các hoạt động phẫu thuật được thực hiện trong môi trường vô trùng.
Trong lịch sử, thuật ngữ "phòng mổ" dùng để chỉ một phòng khám hoặc bệnh viện không được vô trùng, tại đó học viên và mọi người khác có thể quan sát các bác sĩ phẫu thuật thực hiện phẫu thuật. Các phòng mổ hiện đại không có bối cảnh phòng khám, khiến thuật ngữ "phòng khám phẫu thuật" trở thành một cách gọi sai. Chỉ còn lại hai phòng khám kiểu cũ, cả hai đều được bảo tồn như một phần của bảo tàng.

## Phòng mổ
Phòng mổ thường là một phòng sạch rộng rãi, dễ vệ sinh, và đủ ánh sáng, thông thường với đèn phẫu thuật chiếu sáng từ trên cao, và có thể có màn hình và xem màn hình. Các phòng mổ thường không có cửa sổ và có nhiệt độ và độ ẩm được kiểm soát. Bộ xử lý không khí đặc biệt lọc không khí và duy trì áp suất tăng nhẹ. Hỗ trợ điện có hệ thống dự phòng trong trường hợp mất điện. Các phòng mổ được cung cấp máy hút tường, oxy và có thể các loại khí gây mê khác. Thiết bị chính bao gồm bàn mổ và xe gây mê. Ngoài ra, còn có các bảng để thiết lập dụng cụ. Có không gian lưu trữ cho các vật tư phẫu thuật thông thường. Có container để bỏ rác. Bên ngoài phòng phẫu thuật là khu vực rửa ráy chuyên dụng được các bác sĩ phẫu thuật, bác sĩ gây mê, ODP (bác sĩ khoa phẫu thuật) và y tá sử dụng trước khi phẫu thuật. Một phòng mổ sẽ có một bản đồ để cho phép người dọn dẹp sắp xếp lại bàn mổ và thiết bị theo bố cục mong muốn trong quá trình vệ sinh.
Một số phòng mổ/phẫu thuật là một phần của chuỗi phòng mổ tạo thành một phần riêng biệt trong một cơ sở chăm sóc sức khỏe. Bên cạnh các phòng mổ và phòng rửa, nó còn có phòng để nhân viên thay đồ, rửa ráy và nghỉ ngơi, phòng chuẩn bị và phòng hồi sức, kho lưu trữ và làm sạch, văn phòng, hành lang chuyên dụng, và có thể các đơn vị hỗ trợ khác. Trong các cơ sở lớn hơn, bộ điều hành được kiểm soát khí hậu và không khí, và tách biệt với các bộ phận khác để chỉ những người có thẩm quyền mới có quyền vào. 